# Alexandra Paul
Alexandra Elizabeth Paul (Nueva York, 29 de julio de 1963) es una actriz estadounidense, más conocida por su papel de Stephanie Holden en la serie de televisión Baywatch entre 1992 y 1997. Ha protagonizado alrededor de 70 películas y programas de televisión.

## Vida personal
Se hizo vegetariana a los 14 años tras leer el libro Diet for a Small Planet de Frances Moore Lappé y en 2010 se volvió vegana.
No tiene hijos por elección.

## Filmografía
- Flirting with Madness (2015)....Det Kathy Schumacher[4]
- Firequake (2014).... Dra. Eve Carter[4]
- Dirty (2014)....Asst DA Sara Dunlap[4]
- Mentor (2013)...Alexandra[4]
- Stars in Danger (2013)...Herself[5]
- Love at the Christmas Table (2012)....Eve[4]
- Christmas Spirit (2011).... Winnie[4]
- Betrayed At 17 (2011)....Michelle Ross
- What Is the Electric Car? (2010)....Ella misma
- The Frankenstein Brothers (2010)
- The Boy She Met Online (2010)....Tori Winters
- Christmas Crash (2009)....Christine
- A Sister's Secret (2009) .... Katherine
- Family of Four (2008) (production) .... Janice Baker
- Tru Loved (2008) .... Leslie, madre de Tru
- A Date with Murder (Murder Dot Com) (2008) .... Stacy
- In My Sleep (2007) .... Roxana
- He's Such a Girl (2007) .... Linda
- Benny Bliss and the Disciples of Greatness (2007) .... Mall Gal
- Demons from Her Past (2007) (TV) .... Allison
- A.I. Assault (2006) (TV) .... Marlon Adams
- Gospel of Deceit (2006) (TV) .... Emily Wendell
- Borat (2006) ....Herself (escena eliminada)
- Disaster Zone: Volcano in New York (2006) (TV) .... Susan
- Trapped! (2006) (TV) .... Samantha
- Who Killed the Electric Car? (2006) .... Ella misma
- Love Thy Neighbor (2006) (TV) .... Laura Benson
- A Lover's Revenge (2005) .... Liz Manners
- Saving Emily (2004) (TV) .... Cheryl
- Landslide (2004) (TV) .... Emma Decker
- She Spies .... Christine Black (1 episodio, 2003)
- Baywatch: Hawaiian Wedding (2003) (telefilm)...Allison Ford
- A Woman Hunted (2003) .... Lainie Wheeler
- Redemption of the Ghost (2002) .... Audrey Powell
- Rendez-View .... Ella misma (1 episodio, 2002)
- Breaking Up Really Sucks (2001) .... Charlie
- Diary of a Sex Addict (V) .... Katherine
- Danger on Flight 534 (TV) .... Auxiliar de vuelo Katy Phillips
- Facing the Enemy (2001) .... Olivia McCleary
- 10 Attitudes (2001) .... Leslie
- Above & Beyond (2001) .... Jill Amorosa
- The Brainiacs.com (2000) .... Kara Banks
- Chicken Soup for the Soul .... Leann Richards (1 episodio, 2000)
- Green Sails (2000) (TV) .... Laura Taylor
- Exposure (2000/I) (V) .... Jackie Steerman
- For the Love of May (2000) .... Emily
- Melrose Place .... Terry O'Brien (8 episodios, 1999)
- Arthur's Quest (1999) (TV) .... Caitlin Regal
- Revenge (1999) .... Laura Underwood
- The Love Boat: The Next Wave .... Gillian Stanfield (1 episodio, 1998)
- 12 Bucks (1998) .... Epiphany Lovejoy
- L.A. Firefighters .... Firefighter T.K. Martin (7 episodios, 1996–1997)
- Baywatch Nights .... Stephanie Holden (1 episodio, 1997)
- Baywatch .... Lt. Stephanie Holden / ... (66 episodios, 1992–1997)
- Echo (TV) .... Olivia Jordan
- Naked in the Cold Sun (1997)
- Kid Cop (1996) (V) .... Sarah Hansen
- Kiss & Tell (1996) .... Bambi la manicura
- House of the Damned (1996) .... Maura South
- Daytona Beach (1996) (TV) .... Annie Gibson
- Mixed Blessings (1995) (TV) .... Beth
- Night Watch (1995) (TV) .... Sabrina Carver
- Piranha (1995) (TV) .... Maggie McNamara
- Baywatch: Forbidden Paradise (1995) (V) .... Lt. Stephanie Holden
- Cyber Bandits (1995) .... Rebecca Snow
- Nothing to Lose (1994) .... Natasha
- The paper boy (1994) .... Melissa Thorpe
- Death Train (1993) (TV) .... Sabrina Carver
- Sunset Grill (1993) .... Anita
- Johnny Bago .... Erica (1 episodio, 1993)
- Kuffs (1992) (no acreditada) .... la mujer del jefe
- Prey of the Chameleon (1992) .... Carrie
- Miliardi (1991) .... Giulia Ferretti
- In Between (1991) .... Amy
- Laker Girls (1990) (TV) .... Heidi/Jenny
- Perry Mason: The Case of the All-Star Assassin (1989) (TV) .... Amy Hastings
- Perry Mason: The Case of the Musical Murder (1989) (TV) .... Amy Hastings
- Perry Mason: The Case of the Lethal Lesson (1989) (TV) .... Amy Hastings
- After the Rain (1988) .... Petra Guera
- Out of the Shadows (1988) (TV) .... Jan Lindsey
- Dragnet (1987) .... The Virgin Connie Swail
- The Hitchhiker (1 episodio, 1987)
- 8 Million Ways to Die (1986) .... Sunny
- American Flyers (1985) .... Becky
- Just the Way You Are (1984) .... Bobbie
- Getting Physical (1984) (TV) .... Kendall Gibley
- Christine (1983) .... Leigh Cabot
- American Nightmare (1983) .... Isabelle
- Paper Dolls (1982) (TV) .... Laurie Caswell